# Monumento a Onésimo Redondo
El monumento a Onésimo Redondo fue un monumento ubicado en lo alto del cerro de San Cristóbal, situado en el extremo sur del término municipal de la ciudad de Valladolid (Castilla y León, España). Inaugurado en 1961, se trataba de un monumento erigido por la dictadura franquista en honor de Onésimo Redondo, político de las Juntas Castellanas de Actuación Hispánica durante la Segunda República y abatido en una emboscada en los primeros días de la Guerra Civil Española. 
Fue completamente retirado en febrero de 2016 y su conjunto escultórico reinstalado en el Centro Documental de la Memoria Histórica, en Salamanca.

## Descripción
El monumento constaba de un conjunto de cinco figuras, obra del escultor canario Manuel Ramos González  (1898-1971), en el que aparecía Onésimo Redondo junto a un grupo de hombres: un campesino, un obrero, un estudiante y un combatiente. La escultura se situaba en el centro de un zócalo que unía dos estructuras simétricas verticales de hormigón, presididas por el yugo y las flechas. El diseño de la estructura corrió a cargo del arquitecto Jesús Vaquero. El conjunto en su totalidad tenía unas dimensiones de 31 metros (3,5 cada figura y 12 el emblema del yugo y las flechas). Su edificación se efectuó en terrenos propiedad del Ministerio de Industria, con la calificación de rústico y protección medioambiental.

## Historia

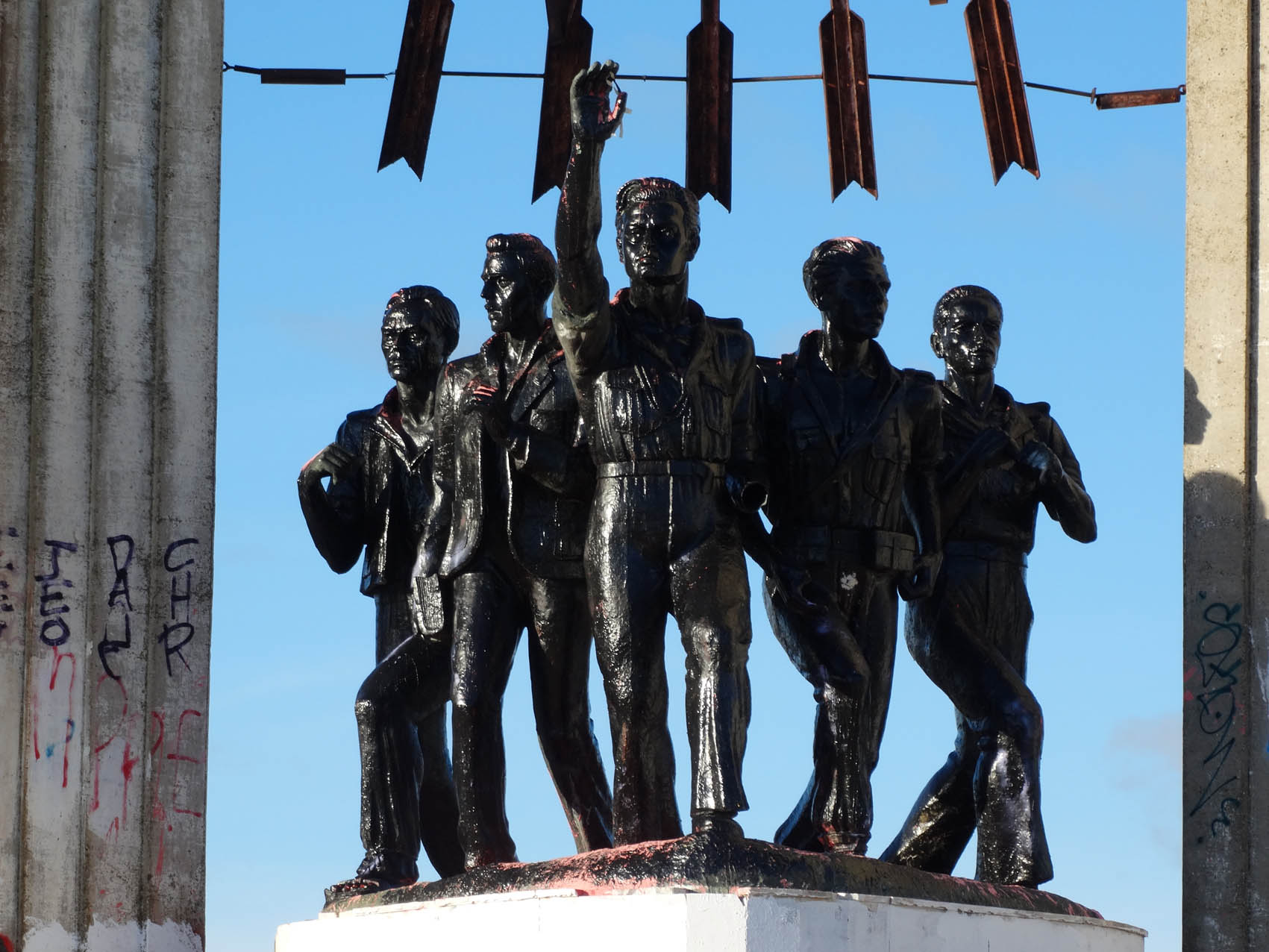
Detalle del conjunto escultórico del monumento, con Onésimo Redondo al frente haciendo el saludo fascista.

El monumento se concibió como conmemoración de los 25 años de la muerte de Onésimo Redondo. Las obras se iniciaron en el verano de 1957 y se prolongaron durante algo más de 3 años, quedando el monumento finalizado a finales de 1960.
La inauguración se realizó el 24 de julio de 1961, coincidiendo con el 25 aniversario de la muerte del líder nacional-sindicalista. A la inauguración asistieron: el dictador Francisco Franco, el ministro-Secretario general del Movimiento José Solís Ruiz, el ministro de Información y Turismo Gabriel Arias-Salgado y la viuda de Redondo, Mercedes Sanz-Bachiller.
Al acto de inauguración, según las crónicas del régimen en el NO-DO, asistieron más de 50 000 personas (entre ellas 20 000 falangistas).
Desde entonces y hasta su demolición, el monumento presidió el cerro, uno de los accidentes geográficos más notorios de Valladolid, por lo que resultaba visible desde numerosos puntos de la ciudad. Sobre el monumento no se realizaron trabajos de mantenimiento ni conservación, lo que unido a que fue objeto de actos de vandalismo y de pintadas de grafitis, hizo que se encontrase muy deteriorado en el momento de su demolición.
Con la entrada en vigor de la Ley de Memoria Histórica en 2007, se planteó la cuestión de qué hacer con el monumento. En 2010 el diputado Gaspar Llamazares, de Izquierda Unida, formuló una pregunta parlamentaria en el Congreso de los Diputados al gobierno acerca de la fecha en que tenía pensado iniciar la retirada del monumento.
En 2011 la Comisión de valoración de vestigios del franquismo decidió el derribo del mismo. En un informe de la Comisión de Patrimonio del Ministerio de Cultura se descartaba que el monumento tuviera algún valor artístico, de manera que no podía considerarse un monumento de interés cultural. No obstante, el partido de extrema derecha La Falange solicitó al gobierno que la escultura se conservara en algún museo.
En enero de 2015 la junta de gobierno del Ayuntamiento de Valladolid concedió la licencia necesaria para las obras de derribo del monumento, que estaba previsto que se iniciaran el 1 de junio de 2015 con un coste estimado de unos 100 000 euros. Sin embargo, en enero de 2016 se decidió trasladar el conjunto escultórico al Centro Documental de la Memoria Histórica, en Salamanca. La ejecución de la retirada del monumento se efectuó finalmente entre enero y febrero de 2016. Sin embargo, para 2022, el conjunto escultórico seguía sin instalarse y se encontraba en un almacén del Ministerio de Cultura en Alcalá de Henares. Finalmente, se instaló en Salamanca.